# Hòa Minh (phường)
Hòa Minh là một phường thuộc quận Liên Chiểu, thành phố Đà Nẵng, Việt Nam.

## Địa lý
Phường Hòa Minh có diện tích 6,65 km², dân số năm 2023 là 43.060 người, mật độ dân số đạt 6.475 người/km².

## Lịch sử
Phường được thành lập năm 1997 trên cơ sở xã Hòa Minh và được chuyển từ huyện Hòa Vang về quận Liên Chiểu mới thành lập. Tại thời điểm này, phường Hòa Minh có 9.870 người.
Ngày 24 tháng 10 năm 2024, Ủy ban Thường vụ Quốc hội ban hành Nghị quyết số 1251/NQ-UBTVQH15 về việc sắp xếp đơn vị hành chính cấp xã thành phố Đà Nẵng giai đoạn 2023 – 2025 (nghị quyết có hiệu lực từ ngày 1 tháng 1 năm 2025). Theo đó, điều chỉnh 1,03 km² diện tích tự nhiên và quy mô dân số là 15.220 người của phường Hòa Minh, quận Liên Chiểu vào phường Thanh Khê Tây, quận Thanh Khê.
Sau khi điều chỉnh, phường Hòa Minh có 6,65 km² diện tích tự nhiên và quy mô dân số là 43.060 người.